# فيرنا فيلدز
فيرنا فيلدز (بالإنجليزية: Verna Fields)‏ هي مونتيرة ومحررة الصوت أمريكية، ولدت في 21 مارس 1918 في سانت لويس في الولايات المتحدة، وتوفيت في 30 نوفمبر 1982 في إنسينو ‏ في الولايات المتحدة بسبب سرطان.

## وصلات خارجية
- فيرنا فيلدز على موقع IMDb (الإنجليزية)
- فيرنا فيلدز على موقع ألو سيني (الفرنسية)
- فيرنا فيلدز على موقع أول موفي (الإنجليزية)
- فيرنا فيلدز على موقع قاعدة بيانات الأفلام السويدية (السويدية)
- فيرنا فيلدز على موقع قاعدة بيانات الفيلم (الإنجليزية)
- فيرنا فيلدز على موقع كينوبويسك (الروسية)